# Xiaomi Mi 8
Xiaomi Mi 8 — смартфон флагманської серії Mi, розроблений компанією Xiaomi. Смартфон було презентовано 31 травня 2018 в Китаї разом зі смартфонами Xiaomi Mi 8 SE, Mi 8 Explorer Edition, фітнес-трекером Mi Band 3 та новою версією оболонки MIUI 10.

## Дизайн
Задня панель та екран виконані зі скла. Бокова частина виконана з алюмінію.
Дизайн Xiaomi Mi 8 дуже схожий на iPhone X. На задній частині розташовані подвійна камера, розміщена вертикально, як і в більшості смартфонів 2018 року. Також на задній панелі знаходиться сканер відбитків пальців.
Знизу розміщені роз'єм USB-C, динамік та стилізований під динамік мікрофон. Зверху розташований другий мікрофон. З лівого боку смартфона розташований слот під 2 SIM-картки. З правого боку розміщені кнопки регулювання гучності та кнопка блокування смартфону. Сканер відбитків пальців розташований на задній панелі.
В Україні Xiaomi Mi 8 продавався в 4 кольорах: чорному, синьому, золотому та білому.

## Технічні характеристики

### Платформа
Смартфон отримав флагманський на той час процесор Qualcomm Snapdragon 845 та графічний процесор Adreno 630.

### Батарея
Батарея отримала об'єм 3400 мА·год та підтримку швидкої зарядки Quick Charge 4+ потужністю 18 Вт.

### Камера
Смартфон отримав подвійну камеру 12 Мп, f/1.8 (ширококутний) + 12 Мп, f/2.4 (телеоб'єктив) з фазовим автофокусом Dual Pixel та здатністю запису відео в роздільній здатності 4K. Фронтальна камера отримала розширення 20 Мп та світлосилу f/2.0.

### Екран
Mi 8 — перший смартфон Xiaomi з використанням екрану типу Super AMOLED. Діагональ 6.21", роздільна здатність FullHD+ (2248 × 1080), співвідношення сторін 19:9. Смартфон має мінімальні рамки по бокам, великий відступ знизу та виріз зверху, в якому знаходяться датчики Face ID.

### Face ID
В смартфоні є виріз подібний до вирізу iPhone X. В вирізі знаходиться фронтальна камера, індикатор сповіщень, розмовний динамік та датчики Face ID. Це перший пристрій на Android, що має подібну технологію. Завдяки цьому смартфон може розпізнавати обличчя навіть при поганому освітленні.

### Пам'ять
Смартфон продавався в комплектаціях 6/64, 6/128 та 6/256 ГБ.

### Програмне забезпечення
Смартфон був випущений на MIUI 9, що базувалася на Android 8.1 Oreo. Був глобальна версія була оновлена до MIUI 12, а китайська — до MIUI 12.5. Обидві оболонки на базі Android 10.

## Xiaomi Mi 8 Explorer Edition

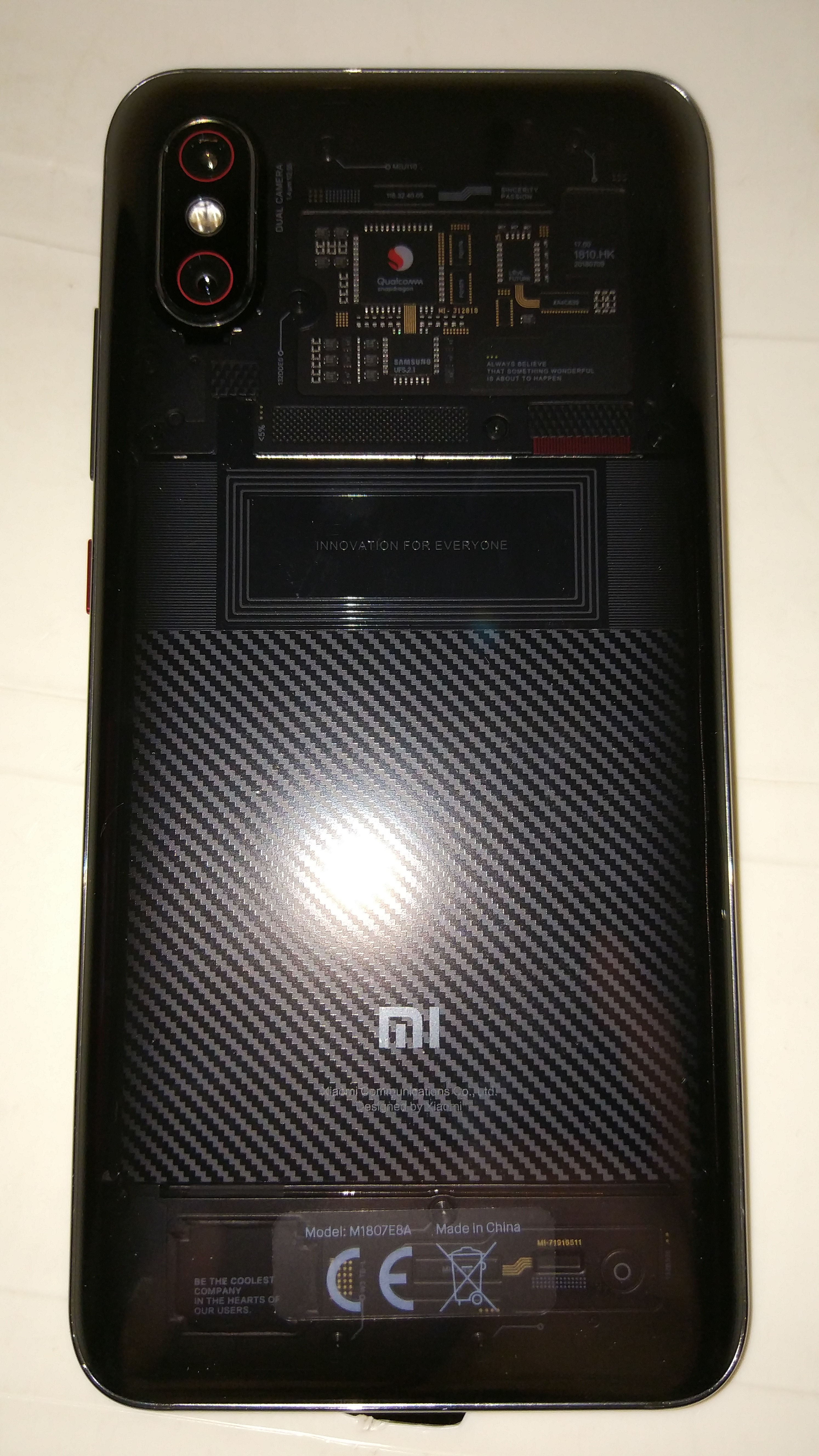
Xiaomi Mi 8 EE/Mi 8 Pro

Xiaomi Mi 8 Explorer Edition (скорочено Xiaomi Mi 8 EE) — версія Xiaomi Mi 8, головною відмінністю якої був прозорий корпус. Також він отримав 8 ГБ оперативної пам'яті і більш просунуту технологію Face ID. Крім цього, це перший смартфон Xiaomi з технологією підекранного сканера відбитків пальців.

## Xiaomi Mi 8 Pro
Xiaomi Mi 8 Pro — просунута версія Mi 8, яка отримала всі ті самі функції, що й Xiaomi Mi 8 EE, окрім більш просунутого Face ID. Був представлений 8 листопада 2018 року в Лондоні разом з Xiaomi Mi 8 Lite. Він став одним з найперших смартфонів Xiaomi, що отримав градієнтні кольори корпусу.
На глобальному ринку пристрій продавався тільки в кольорі Transparent Tiatanium, що має те саме оформлення задньої панелі як і в Mi 8 Explorer Edition.